# Арабское вторжение в Афганистан
Арабское вторжение в Афганистан — военные походы арабских войск в Афганистан в ходе арабских завоеваний VII—VIII веков.

## Покорение арабами западного Афганистана
Ко времени арабских завоеваний на большей части территории Афганистана находились небольшие княжества и племена эфталитского происхождения. Западные области Афганистана (Герат, восточный Сиджистан) находились в сфере влияния Сасанидского Ирана, а с его падением около 650 года стали фактически независимыми.
Первые вторжения арабов в Афганистан относятся к началу 650-х годов. После покорения Нишапура и Мерва в 652 году арабский командующий Абдаллах ибн Амир направил войска для покорения других городов, входивших в Хорасан — Герат и Бушендж. Они покорились арабам без сопротивления, согласившись на выплату дани. Для покорения северо-западных земель современного Афганистана был направлен отряд аль-Ахнафа ибн Кайса, который овладел верховьями реки Мургаб, разгромив тюркско-эфталитское войско правителя города Мерверуда. После этого аль-Ахнаф овладел областью Джузджан и вышел к Балху. Балх по договору сдался арабам.
В 653 году в покорённых арабами землях началось восстание, но быстрые действия нового наместника Абдаллаха ибн Хазима привели к скорому разгрому восставших.

## Походы 660-х годов
Продвижение арабов остановилось из-за внутренних конфликтов, гражданской войны 656—661 годов. После установления власти Омейядов вновь начались походы арабов во внутренние районы Афганистана. В 662—663 годах из Сиджистана совершил поход на восток Афганистана Абдаррахман ибн Самура. Он дошёл до Кабула, но не смог подчинить эти районы. Затем, около 664 года арабы совершили ещё один поход на Кабул под руководством аль-Мухаллаба ибн Абу Суфра, который принёс большую добычу. В 665—666 годах поход в глубь Афганистана совершил Абдаллах ибн ас-Саввар, добывший коней ценной породы «аль-кикани».
В 667 году шах Кабула изгнал арабские гарнизоны из Забулистана и Руххаджа и пытался изгнать мусульман и из других областей. Наместник Сиджистана ар-Раби ибн Зийад аль-Хариси остановил кабульцев у Буста и возвратил Руххадж и Давер. Но Кабульское государство сохранило независимость от Халифата. В последующие годы арабы предпринимали постоянные походы против властителей Кабула и других афганских княжеств, но все эти походы заканчивались поражениями и тяжёлыми потерями для арабов.

## Походы 670-х — 690-х годов
В 671 году против власти арабов восстал Балх, но вскоре подчинился наместнику ар-Раби ибн Зийаду аль-Хариси. В 673 году Аббад из Сиджистана совершил поход на Кандагар, захватив там богатый языческий храм.
Поход арабов под командованием наместника Сиджистана Абу Убайды ибн Зийада против Кабула около 681 года закончился поражением арабов и пленением самого наместника. Язид ибн Зияд поспешил ему на выручку и погиб в неудачном для арабов сражении.
В 680—690-е годы кабульцы предпринимали ответные походы против арабских властителей Сиджистана, так как Халифат в это время был вовлечён в новую гражданскую войну, отвлекавшую большую часть военных сил от границ.

## Разгром армии Убайдаллаха и мятеж Ибн аль-Ашаса
В 698 году новый наместник Сиджистана Убайдаллах ибн Абу Бакра решил предпринять крупный поход против правителя (рутбила) Кабулистана. Он собрал 20-тысячную армию из басрийцев и куфийцев и выступил в поход. Армия Убайдаллаха долго шла по горным дорогам в направлении Кабула, но в 100 км от города она была блокирована в горах кабульскими войсками. Афганцы отрезали все пути поступления фуража и продовольствия арабской армии, в которой начался голод. Убайдаллах пошёл на переговоры с рутбилом, выплатил ему дань, передал заложников и пообещал не нападать на Кабулистан. Часть арабских командиров не приняла унизительного мира и напала на кабульцев, но была перебита. После договора Убайдаллах с остатками армии стал отступать в Сиджистан, но до дома добрались только около 5 тыс. арабских воинов. Убайдаллах вскоре умер, таким образом, избежав наказания за позорное для арабов поражение.
Наместник восточных провинций Халифата аль-Хаджадж ибн Юсуф желал отомстить Кабулистану за поражение армии Убайдаллаха и назначив наместником Сиджистана Абдаррахмана ибн аль-Ашаса, поручил ему уничтожить государство кабул-шахов. Но Ибн аль-Ашас действовал осторожно и постепенно захватывал владения кабул-шаха. Это вызвало гнев аль-Хаджаджа, потребовавшего активных действий от Ибн аль-Ашаса под угрозой его смещения. В ответ Ибн аль-Ашас поднял мятеж и заключил союз с правителем Кабула. После поражения мятежа в 701 году Ибн аль-Ашас бежал в Кабулистан, но его правитель вскоре заключил мир с Халифатом и выдал мятежника.

## Итоги
После поражения армии Убайдаллаха ибн Абу Бакры и мятежа Абдаррахмана ибн аль-Ашаса попытки арабов полностью покорить Афганистан практически завершились. Кабулистан фактически отстоял независимость, а также ряд горных княжеств и племён центрального и восточного Афганистана остались вне границ Халифата. Вплоть до начала VIII века арабам не у давалось укрепить свою власть и важнейших центрах Тохаристана. Только в 707 году их войска окончательно подчинили Балх.
Западные и северные районы Афганистана закрепились в составе арабских владений, в них распространился ислам, в городах поселились арабы. Непокорённые земли Афганистана сохраняли традиционные верования, ислам стал здесь утверждаться только в IX—XII веках. Независимость Кабулистана была ликвидирована в 870-е годы Якубом ибн Лейсом из династии Саффаридов, тогда Афганистан полностью был включён в систему государств исламского мира.